# Dream Island (parco tematico)
Il Dream Island (in russo Остров мечты?, Ostrov Mečty) è un parco di divertimento tematico che si trova nel quartiere Nagatinskij Zaton del Distretto Amministrativo Meridionale di Mosca, la capitale della Russia. È la più grande struttura di divertimento coperta d'Europa, con 100 ettari di superficie totale.  Il complesso è stato ufficialmente inaugurato il 29 febbraio 2020 in presenza del Presidente della Federazione Russa Vladimir Putin e del Sindaco di Mosca Sergej Sobjanin.

## Descrizione

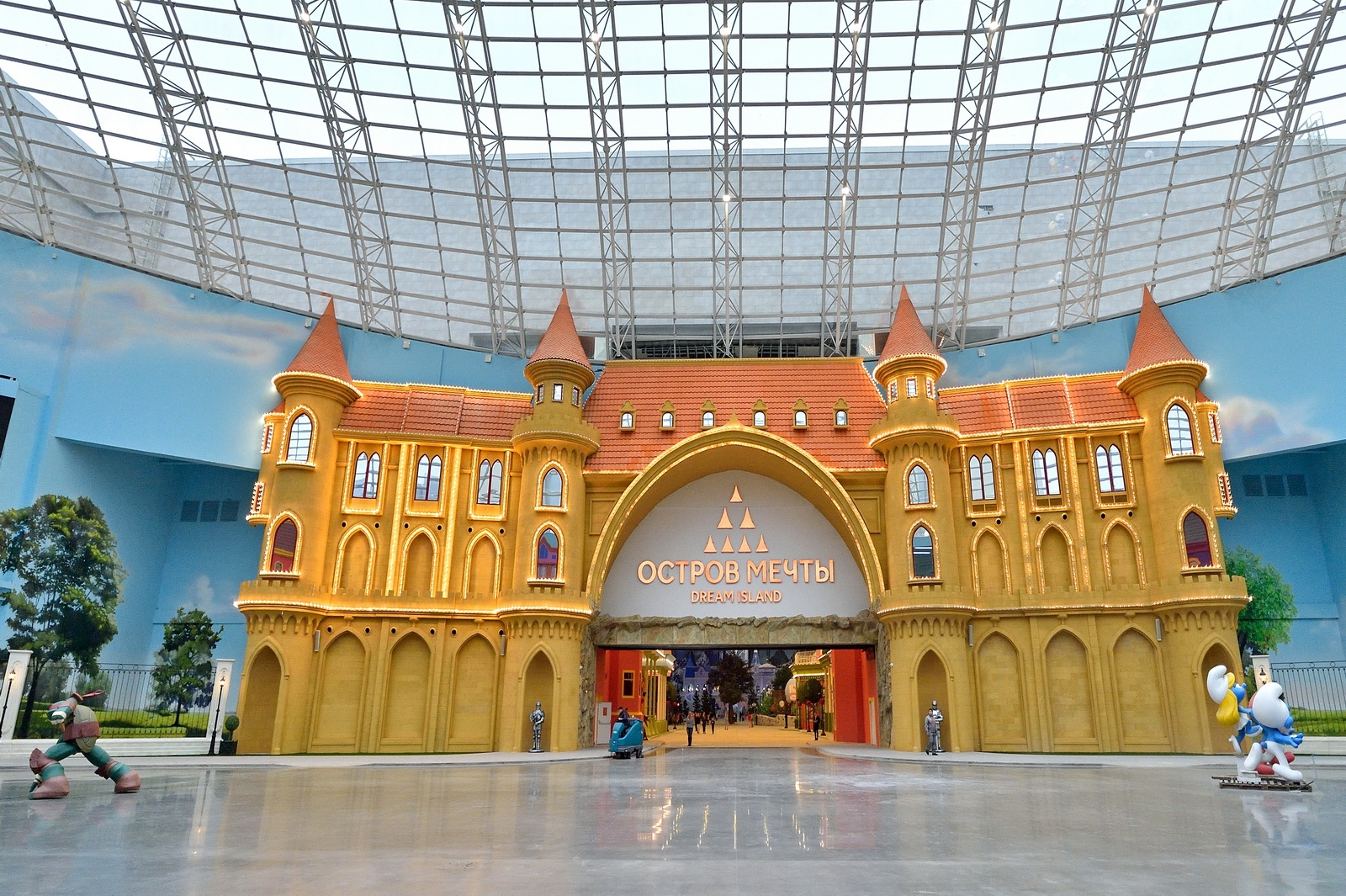
L'entrata alla zona delle giostre

La costruzione del Dream Island è iniziata il 17 marzo 2016 sullo spazio occupato precedentemente dal parco in onore dei 60 anni dalla Rivoluzione d'Ottobre. Il piano iniziale prevedeva l'apertura al pubblico nel 2018, ma successivamente la data d'inaugurazione è stata spostata al 2020.
La superficie totale del cantiere è di 100 ettari, mentre quella dell'edificio centrale di 300.000 m². La facciata centrale del complesso è formata da un castello e delle vetrate stilizzate.. L'altezza della torre del castello è di 75 metri.
Il progetto del parco tematico è del gruppo di compagnie Regionsgroup di proprietà dell'azionista Amiran Mucoev. Gli investimenti per la realizzazione del progetto sono stati in totale 1,5 miliardi di dollari, finanziati per 37 milioni di dollari dalla banca VTB.

## Struttura
Il parco di divertimento tematico è racchiuso in un unico edificio composto da una parte occidentale e una orientale. In quella occidentale ci sono delle gallerie commerciali di 220.000 m² di superficie, mentre in quella orientale ci sono le giostre. Il territorio circostante è stato ricostruito come zona pedonale con lungofiume di 2 km sulla Moscova. Nel 2017 l'Amministrazione comunale di Mosca ha annunciato la costruzione di una scuola di vela per bambini, di un albergo e di una complesso per conferenze.

### Promenade cittadina

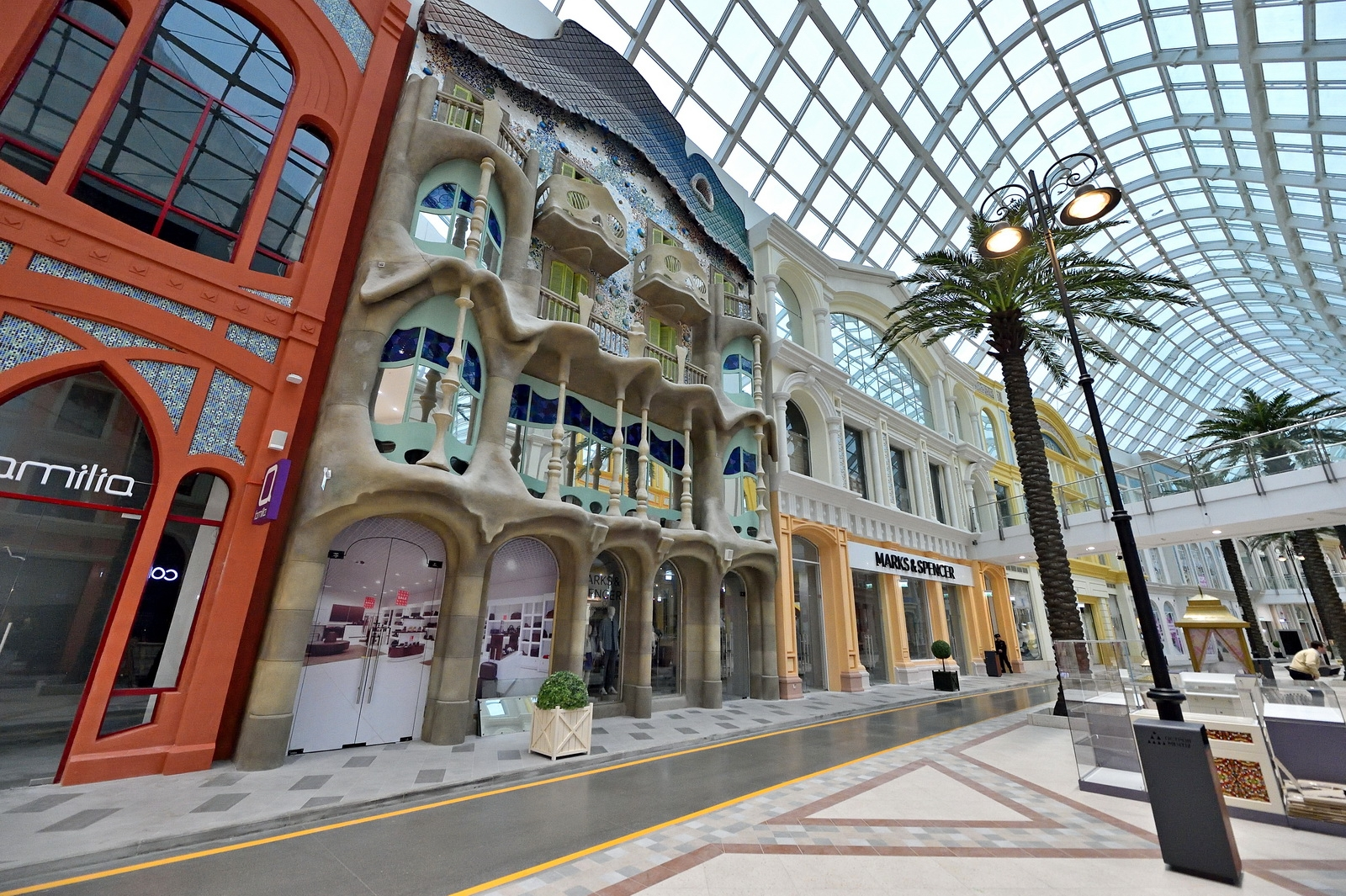
Zona dedicata a Barcellona

La promenade cittadina del Dream Island è un centro commerciale coperto diviso in 5 aree tematiche raffiguranti diverse città: Londra, Parigi, Barcellona e Beverly Hills. Ci sono 3 atri, il centrale dei quali è dedicato a Mosca, coperto dalla più grande cupola in vetro d'Europa di 8000 m² e 25 metri di altezza. La superficie totale del vetro utilizzato come tetto è di 28.000 m². La promenade cittadina è composta da 120 negozi e da un cinema con 17 sale IMAX e un centro polifunzionale da concerti per 3500 persone.

### Parco di divertimento

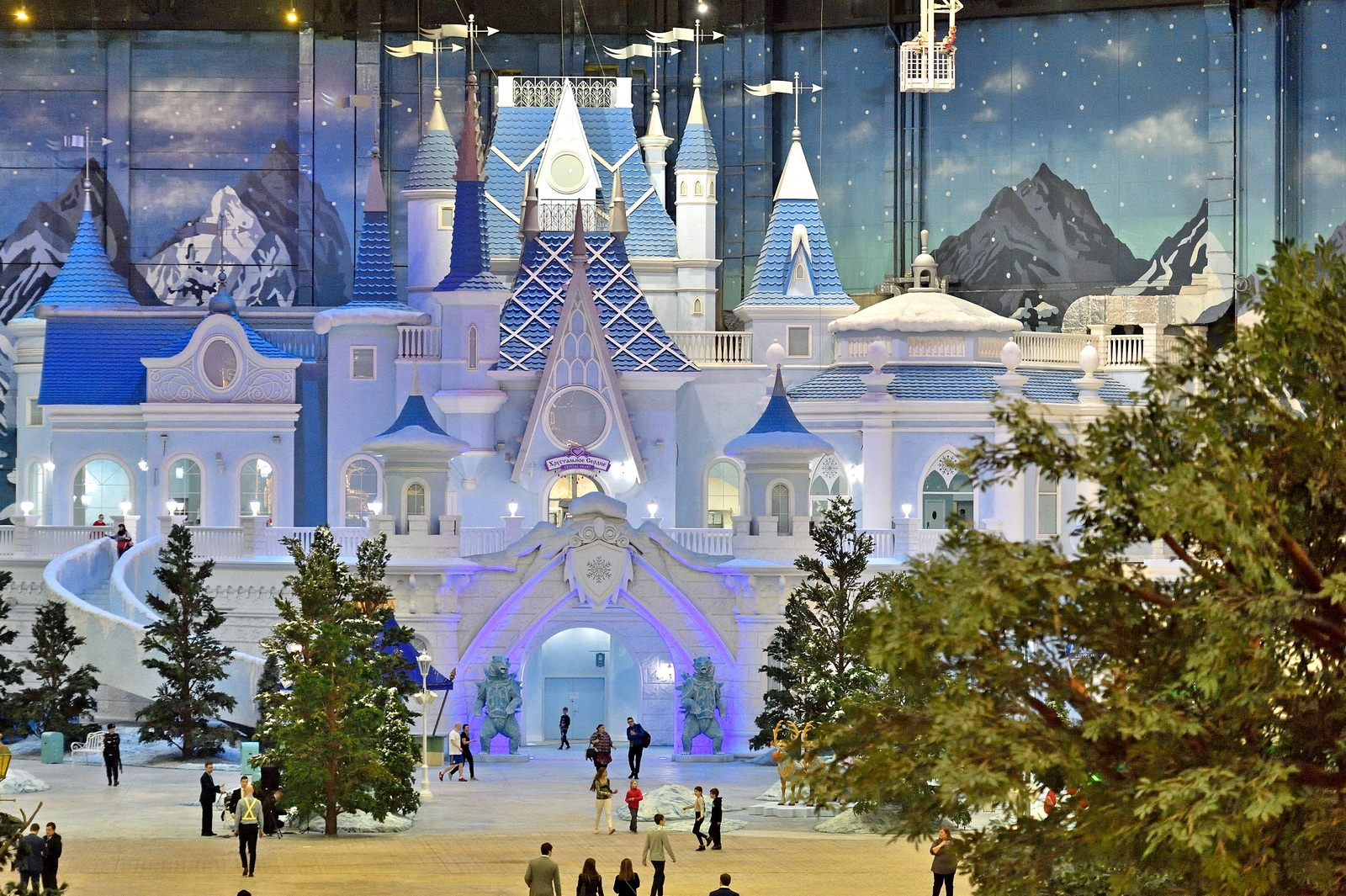
Castello della principessa incantata

Il Dream Island è stato progettato dalle compagnie britanniche Cunningham Architects, Chapman Taylor e dall'italiana Land Milano. Il territorio comprende 9 zone tematiche e 35 giostre per bambini ed adulti, 18 ristoranti e 10 negozi. 
Le zone tematiche sono le seguenti:
- Villaggio dei sogni
- Villaggio dei Puffi
- Hello Kitty
- Tartarughe Ninja
- Mowgli nel paese dei dinosauri
- Casa abbandonata
- Hotel Transylvania
- Gara dei sogni
- Castello della principessa incantata

## Trasporti
Il Dream Island dispone di un parcheggio per 4000 autoveicoli. In prossimità del parco di divertimento c'è la stazione della Metropolitana Technopark. Lo shuttle gratuito S1 percorre il tragitto Anello Centrale di Mosca ZIL-Dream Island.
Il 25 dicembre 2019 è stato aperto il ponte che collega il quartiere Južnoportovyj con il territorio del Dream Island.